# Lisa Burgmeier
Lisa Burgmeier (* 12. Mai 1874 in Aarau; † 13. August 1951 in Zürich) war eine Schweizer Konzertsängerin.

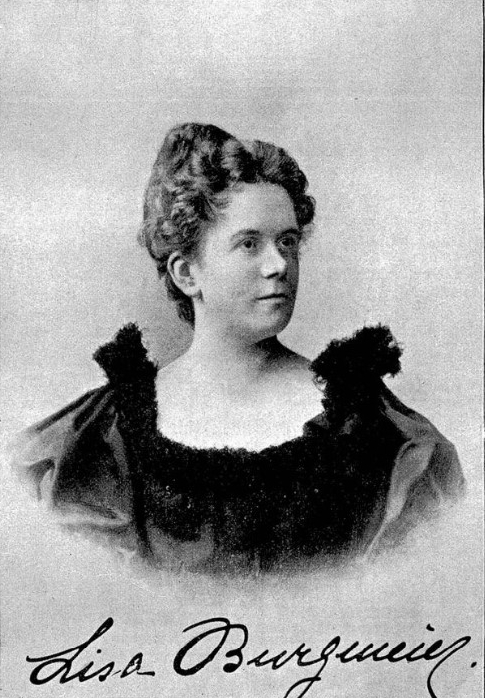
Lisa Burgmeier

## Leben und Werk
Lisa Burgmeier war die älteste Tochter von Josef Burgmeier und die Schwester des Malers Max Burgmeier. Von 1892 bis 1894 besuchte sie die Musikschule in Zürich und wurde von Gottfried Angerer (1851–1909) unterrichtet. Im Herbst 1894 reiste sie nach Frankfurt am Main, wo sie bis 1896 Schülerin von Julius Stockhausen war. In ihrem letzten Studienjahr wurde sie an Dr. Hoch’s Konservatorium von Marie Schröder-Hanfstängl unterrichtet. Am 4. November 1897 sang Lisa Burgmeier im Römischen Hof an einem Liederabend, den die Konzertdirektion von Julius Sachs für sie organisiert hatte. Sie war verheiratet mit dem Soziologieprofessor Emil Haemig (1878–1939).
Auf der Grammophon-Platte 43 278 ist eine Tonaufnahme von ihr erhalten – Verborgenheit von Hugo Wolf (1888) nach Eduard Mörike.